# NGC 4781
NGC 4781 (другие обозначения — MCG -2-33-49, IRAS12517-1015, PGC 43902) — спиральная галактика с перемычкой (SBcd) в созвездии Девы.
В 17 секундах дуги от центра галактики находится коротационная окружность бара, при этом внутри неё фазовый сдвиг отрицательный. В 15 секундах дуги, возможно, находится коротационная окружность для овала.
Этот объект входит в число перечисленных в оригинальной редакции «Нового общего каталога».